# José Gregorio Salazar y Castro

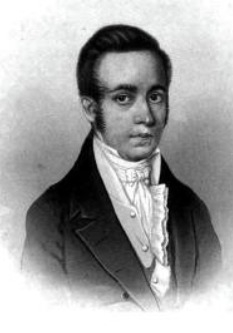
José Gregorio Salazar y Castro

José Gregorio Salazar y Castro (* 1773 in San Salvador; † 1. Februar 1838 in Guatemala-Stadt) war ein liberaler Politiker in Zentralamerika. Er war amtierender Präsident der Zentralamerikanischen Konföderation vom 16. September 1834 bis zum 14. Februar 1835, zwischen den zwei Amtsperioden von José Francisco Morazán Quezada. 1838 wurde er von einem Mob ermordet, der die Rebellengruppen von General José Rafael Carrera Turcios unterstützte.
Salazars Eltern waren Gregorio Salazar und Francisca Lara Mogrovejo. Er heiratete Francisca Castro y Lara. Ihr Sohn, General Carlos Salazar Castro, diente kurz als vorläufiger Präsident des Staates El Salvador, vom 23. Juni bis 13. Juli 1834.

## Politische Ämter
Er hatte verschiedene Ämter in Mittelamerika inne, einschließlich Stadtrat von Guatemala-Stadt und Bürgermeister in 1825; politischer Chef des Departements Guatemala (1825) und Quetzaltenango (1830); Kommandant der Escuadrón Sedentario von Guatemala-Stadt (1831); und Vizepräsident von Guatemala (1834 und 1838). 
1834 war er Vizepräsident der Zentralamerikanische Konföderation, als Präsident Morazán verließ vorübergehend sein Amt, um die Rebellen zu bekämpfen. Er diente als amtierender Präsident vom 16. September 1834 auf der 14. Februar 1835, als Morazán ins Amt zurückkehrte. 

## Politische Krise in El Salvador
Am 23. Juni 1834 stürzte sein Sohn, Carlos Salazar Castro, ein Anhänger von General Morazán, den konservativen Präsidenten des Staates von El Salvador, Joaquín de San Martín y Ulloa, und nahm die Macht als Supremo Jefe des Staates an sich. Am 13. Juli 1834 übernahm die Bundesregierung, in den Händen der Liberalen, die direkte Kontrolle von El Salvador. José Gregorio Salazar (der Vater) regierte den Staat als Supremo Jefe von diesem Zeitpunkt an bis zum 30. September 1834. 
Am 21. September 1834 traf sich das Parlament der Provinz El Salvador in Ciudad San Vicente und wählte José María Silva, von der Partido Liberal zum Jefe Supremo. Die Wahl wurde später annulliert.  Am 30. September wurde Joaquín Escolán y Balibrera zum Supremo Jefe der Provinz El Salvador gewählt und bekleidete dieses Amt bis zum 14. Oktober, anschließend hatte Silva dieses Amt bis zum 10. April 1835 inne.

## Tod
Am 1. Februar 1838 ließ José Rafael Carrera Turcios Guatemala-Stadt, von Indigenas aus Mataquescuintla besetzen. Salazar war zu dieser Zeit stellvertretender Jefe Supremo der Zentralamerikanischen Konföderation. Salazar und seine Familie floh ins Haus eines Freundes, Doktor Quirino Flores. Salazar wurde, mit einem Kind in seinen Armen, beim Versuch seine Familie zu verteidigen getötet.
| Vorgänger             | Amt                                                                  | Nachfolger                  |
| --------------------- | -------------------------------------------------------------------- | --------------------------- |
| Carlos Salazar Castro | Staatschefs der Provinz El Salvador 13. Juli 1834–30. September 1834 | Joaquín Escolán y Balibrera |

| Personendaten    | Personendaten                         |
| ---------------- | ------------------------------------- |
| NAME             | Salazar y Castro, José Gregorio       |
| ALTERNATIVNAMEN  | Salazar, José Gregorio                |
| KURZBESCHREIBUNG | liberaler Politiker in Zentralamerika |
| GEBURTSDATUM     | 1773                                  |
| GEBURTSORT       | San Salvador                          |
| STERBEDATUM      | 1. Februar 1838                       |
| STERBEORT        | Guatemala-Stadt                       |